# Gitana abyssicola
Gitana abyssicola is een vlokreeftensoort uit de familie van de Amphilochidae. De wetenschappelijke naam van de soort werd in 1895 voor het eerst geldig gepubliceerd door Georg Ossian Sars.